# خورخي إنريكي غونزاليس باتشيكو
خورخي إنريكي غونزاليس باتشيكو (بالإنجليزية: Jorge Enrique González Pacheco)‏ هو كاتب أمريكي، ولد في 9 سبتمبر 1969 في كوبا.

## روابط خارجية
- خورخي إنريكي غونزاليس باتشيكو على موقع IMDb (الإنجليزية)